# Schatz von Mâcon

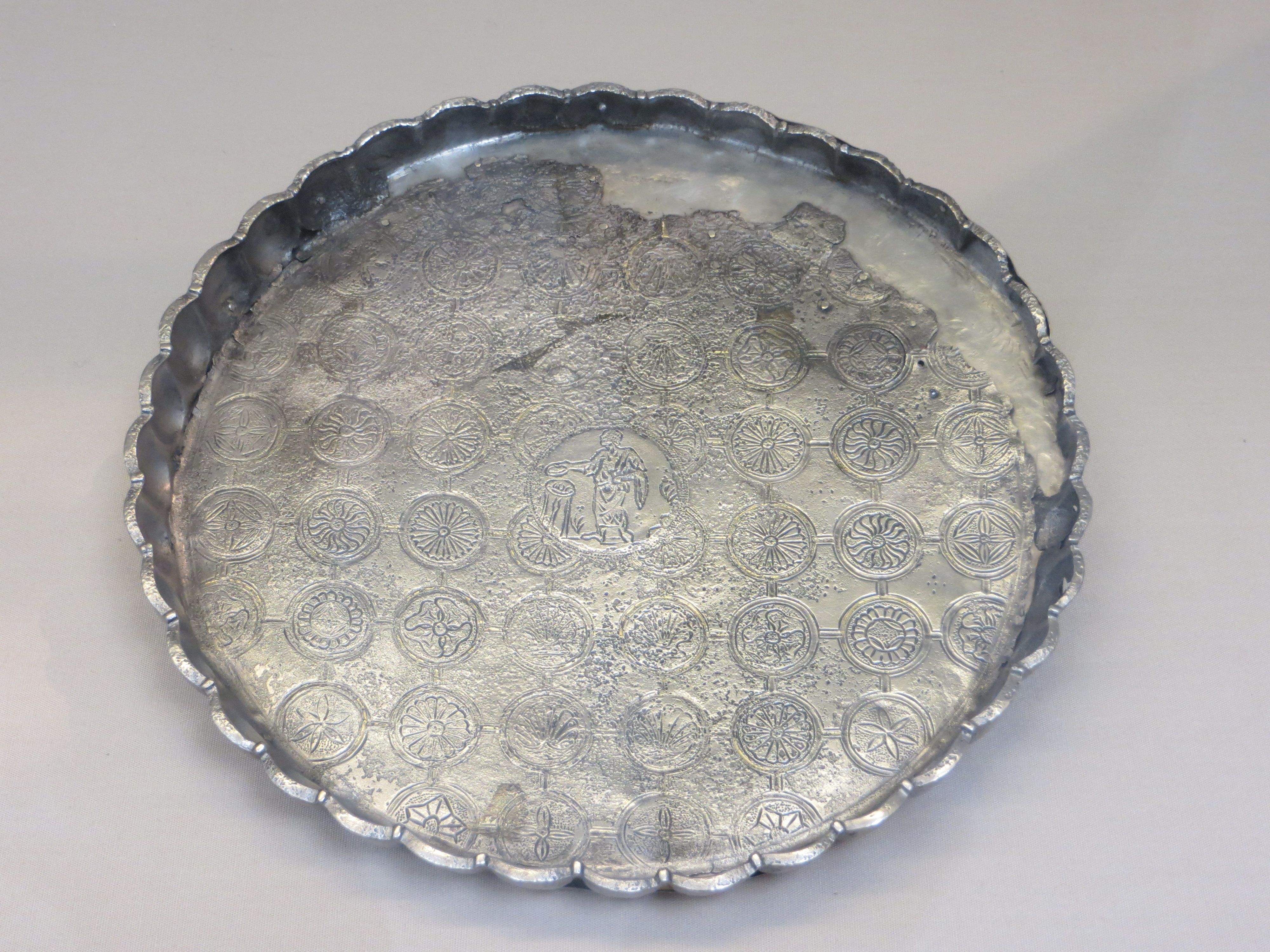
Silberplatte aus dem Schatz von Mâcon

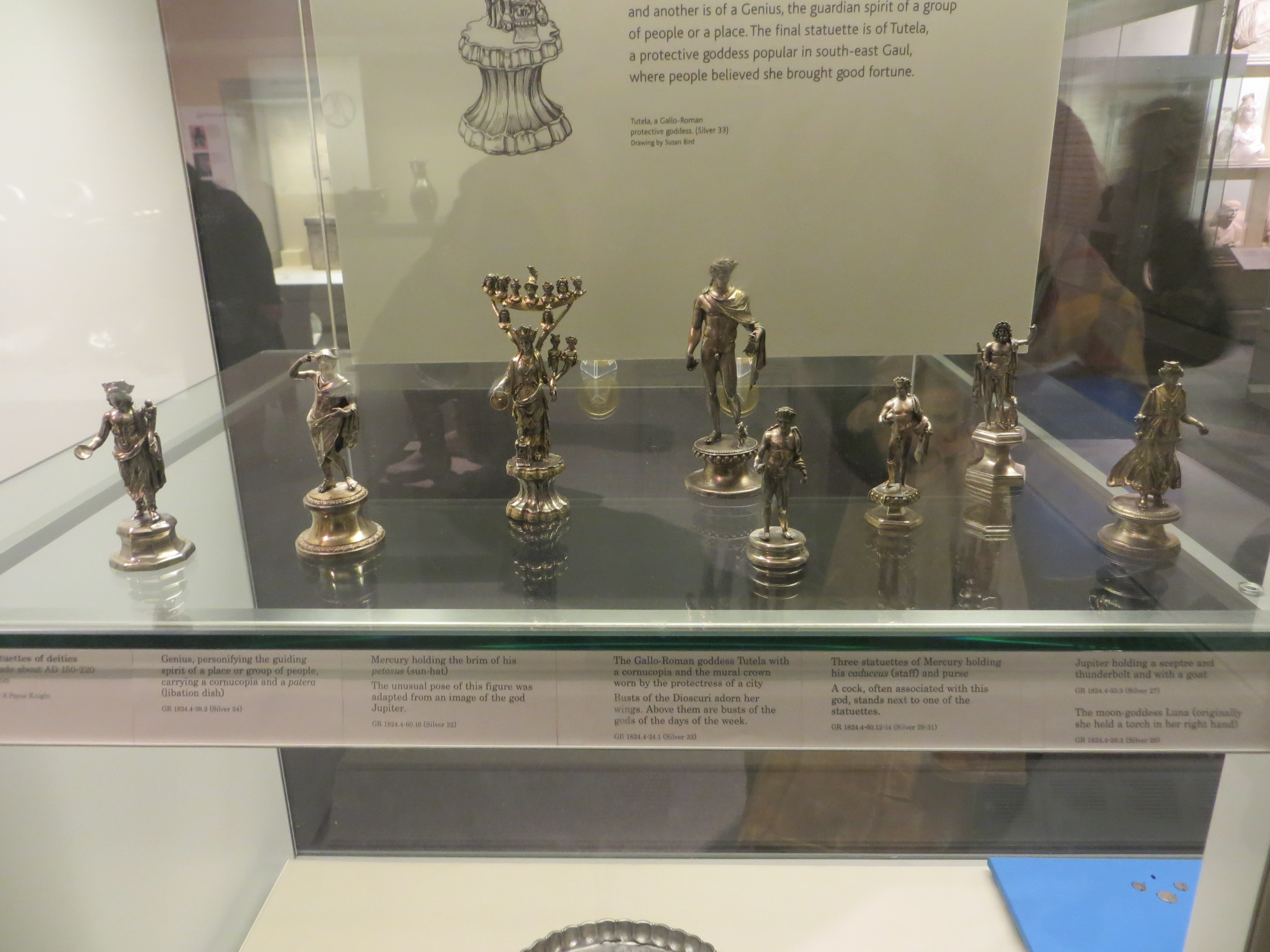
Ausstellungssituation der Statuetten im Britischen Museum

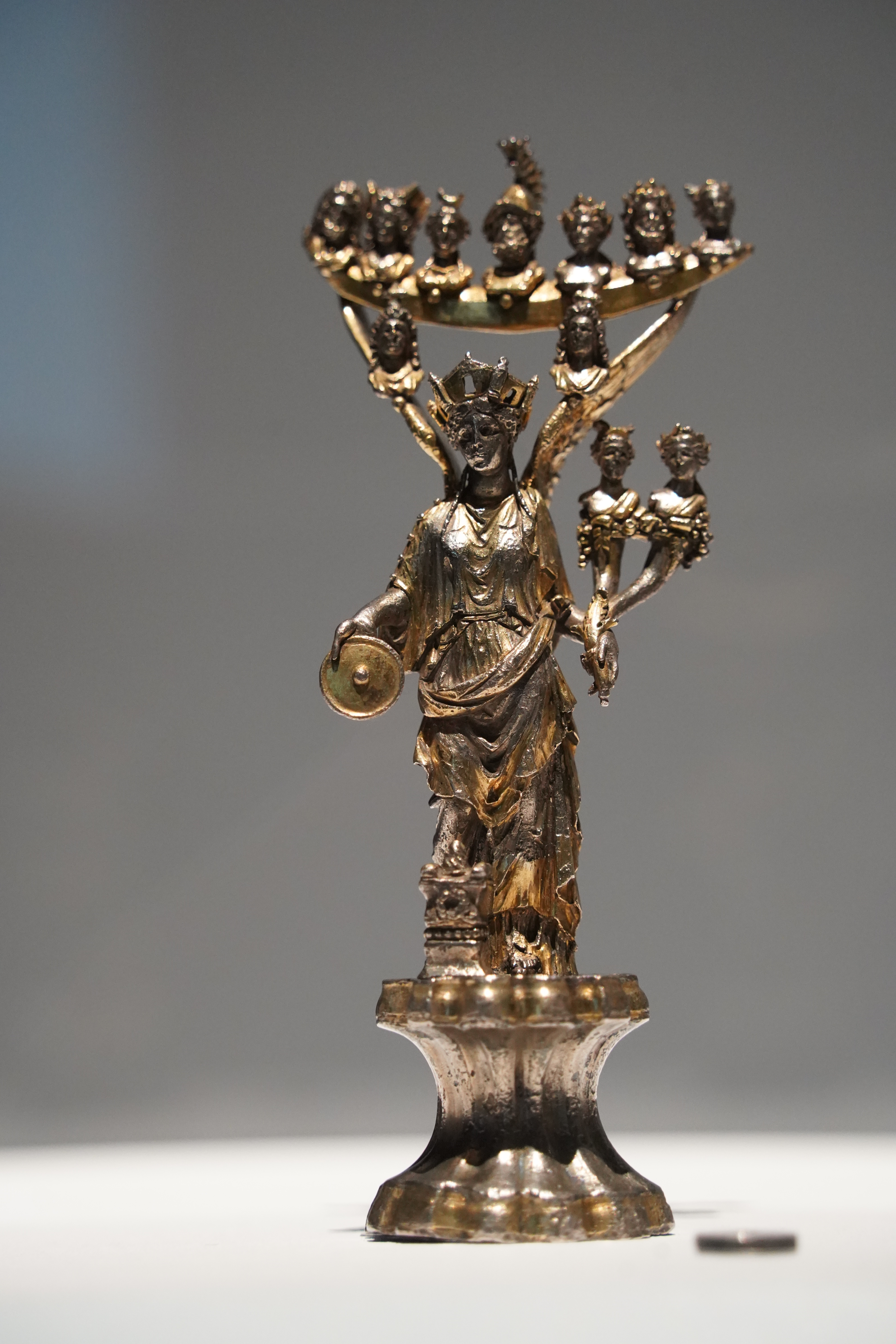
Statuette der Tutela

Der Schatz von Mâcon ist ein Depotfund aus römischer Zeit, der am 1. März 1764 beim Bau eines Krankenhauses in Mâcon im Bereich eines antiken Gebäudes entdeckt wurde.
Nur ein geringer Teil des ehemaligen Fundensembles ist erhalten. Zu den überkommenen Objekten gehören acht Statuetten von Gottheiten. Sie gelangten in die Sammlung von Richard Payne Knight und befinden sich seit 1824 im British Museum in London. Vertreten sind Jupiter, Luna, ein Genius, außerdem vier Darstellungen von Merkur.
Ein ungewöhnliches Stück ist die Statuette der Schutzgöttin Tutela mit der Mauerkrone. In der rechten Hand hält sie eine Opferschale, im linken Arm ein doppeltes Füllhorn, dessen Enden mit Büsten von Apollo und Diana bekrönt sind. Auf ihren Flügeln trägt sie einen Aufsatz mit Miniaturbüsten der sieben Planeten- bzw. Wochengötter (Saturn, Sol, Luna, Mars, Merkur, Jupiter und Venus); weiter unten befinden sich die Dioskuren Castor und Pollux.
Eine silberne Platte gelangte in die Sammlung von Pierre-Louis de Blacas d’Aulps und konnte erst 1978 vom British Museum erworben werden. Dieses Stück wird in die Zeit um 260 n. Chr. datiert.
Zu den heute nicht mehr nachweisbaren Gegenständen zählen ungefähr 30.000 Münzen aus Silber und Gold; außerdem Schmuckstücke, Tafelgeschirr und weitere Statuetten.